# 29122 Vasadze
29122 Vasadze è un asteroide della fascia principale. Scoperto nel 1982, presenta un'orbita caratterizzata da un semiasse maggiore pari a 2,4572155 UA e da un'eccentricità di 0,2179806, inclinata di 5,93708° rispetto all'eclittica.